# Кобзарёвский сельский совет
Кобзарёвский либо Кобзаровский сельский совет — входил до 2020 года в состав Валковского района Харьковской области Украины.
Административный центр сельского совета находился в селе Кобзаревка.

## История
- 1921 — дата образования.

## Населённые пункты совета
- село Кобзарёвка[1][2]
- село Дани́льчин Кут
- село До́лжик
- село За́йцевка
- село Катричо́вка
- село Козаче́нковка
- село Шейки